# Artúr, a király
Az Artúr, a király (eredeti cím: Arthur the King) 2024-ben bemutatott amerikai kalandfilm, amelyet Michael Brand forgatókönyvéből Simon Cellan Jones rendezett. A főbb szerepekben Mark Wahlberg, Simu Liu és Juliet Rylance látható. A film Mikael Lindnord A kutya, aki átszelte a dzsungelt, hogy otthonra leljen című könyvének igaz történetén alapul. 
Amerikában 2024. március 15-én, míg Magyarországon március 21-én mutatták be a mozikban.

## Cselekmény
2015-ben Costa Ricában Michael Light amerikai futó kalandversenyző csapatával az első napon elakad. Ennek oka Michael hibás döntése, miszerint az árral szemben kajakozzanak. Leo, a csapat egyik tagja felháborodik, amiért Michael nem figyelt oda a véleményükre.
Három év kihagyás után, 2018-ban Michael nincs megelégedve önmagával és az életével. Úgy dönt, még egyszer versenybe száll, abban a reményben, hogy végre futamot nyerhet. Két csapattársat választ magának: a hegymászó Oliviát, akinek apja ugyanebben a szakágban csinált karriert és Chiket, egy idősebb versenyzőt, akinek térdsérüléséből való felépülése még bizonytalan. Szponzora azonban ráerőltet egy negyedik csapattagot, Leót, Michael eredeti csapattagját, aki mostanra a közösségi média hírességévé vált. Light kénytelen elfogadni a döntést. Az Egyesült Államokból a Dominikai Köztársaságba repülnek egy ötnapos versenyre, amely többnyire hegyvidéki, őserdővel borított terepen vezet keresztül. A verseny második napján Michael enni ad egy kóbor kutyának az átmeneti táborban. A verseny egy jóval későbbi szakaszán, a dzsungel közepén a kutya rájuk talál, és kitartóan követi őket.
Éjszakai túrájuk során a kutya megmenti Leót és a csapatot attól, hogy lezuhanjanak egy szikláról. Hálából befogadják, és az Artúr, a király nevet adják neki. A verseny utolsó szakaszán, az első helyen álló csapatnak Artúrt a parton kell hagynia, amíg a tengeren kajakoznak. Amikor látják, hogy a kutya utánuk úszik és kis híján megfullad, visszamennek és megmentik. A csapat így lemarad, és elveszíti a versenyt, másodiknak érkezve be a célba. Artúr nemsokára összeesik, egy állatorvos megállapítja, hogy súlyos parazitafertőzésben szenved. Az állat elaltatását javasolja, megelőzve a további szenvedését, de ezt Michael visszautasítja. Sikerül visszavinnie Artúrt az Amerikai Egyesült Államokba, ahol a kutyát meggyógyítják.

## Szereplők
| Szerep           | Színész           | Magyar hang      |
| ---------------- | ----------------- | ---------------- |
| Artúr, a király  | Ukai              | –                |
| Michael Light    | Mark Wahlberg     | Miller Zoltán    |
| Leo              | Simu Liu          | Rada Bálint      |
| Olivia           | Nathalie Emmanuel | Földes Eszter    |
| Helen            | Juliet Rylance    | Pálfi Kata       |
| Chik             | Ali Suliman       | Debreczeny Csaba |
| Önmaga           | Bear Grylls       | Szabó Máté       |
| Charlie          | Paul Guilfoyle    | Várkonyi András  |
| Decker           | Rob Collins       | Welker Gábor     |
| broadrail vezető | Michael Landes    | Harcsik Róbert   |

### Magyar változat
- Bemondó: Galambos Péter
- Magyar szöveg: Gáspár Bence
- Hangmérnök: Gábor Dániel
- Vágó: Sári-Szemerédi Gabriella
- Gyártásvezető: Gelencsér Adrienne
- Szinkronrendező: Majoros Eszter
- Produkciós vezető: Várkonyi Krisztina

A szinkront a Mafilm Audio Kft. készítette el.

## A film készítése
Eredetileg Baltasar Kormákur rendezte volna a filmet, de ütemezési problémák miatt visszalépett.
Mark Wahlberg szereplését 2019 júliusában jelentették be. 2020 decemberében Simu Liu, Ali Suliman és Rob Collins csatlakozott a szereplőgárdához, Simon Cellan Jones pedig Kormákurt váltotta a rendezői székben.
Eredetileg a Paramount Players volt a forgalmazó, de ismeretlen okokból kiszállt a projektből, helyét a Lions Gate Entertainment vette át 2020 júniusában. A tervek szerint a forgatás még az ősszel elkezdődött volna Puerto Ricóban. Decemberben bejelentették, hogy a Lionsgate is kiszállt a filmből.
A forgatás 2021 januárjában kezdődött a Dominikai Köztársaságban. 2023 novemberében a Lionsgate ismét csatlakozott a forgalmazóhoz, és 2024. március 15-re tűzte ki a bemutató dátumát.